# Bergbahn St. Johann

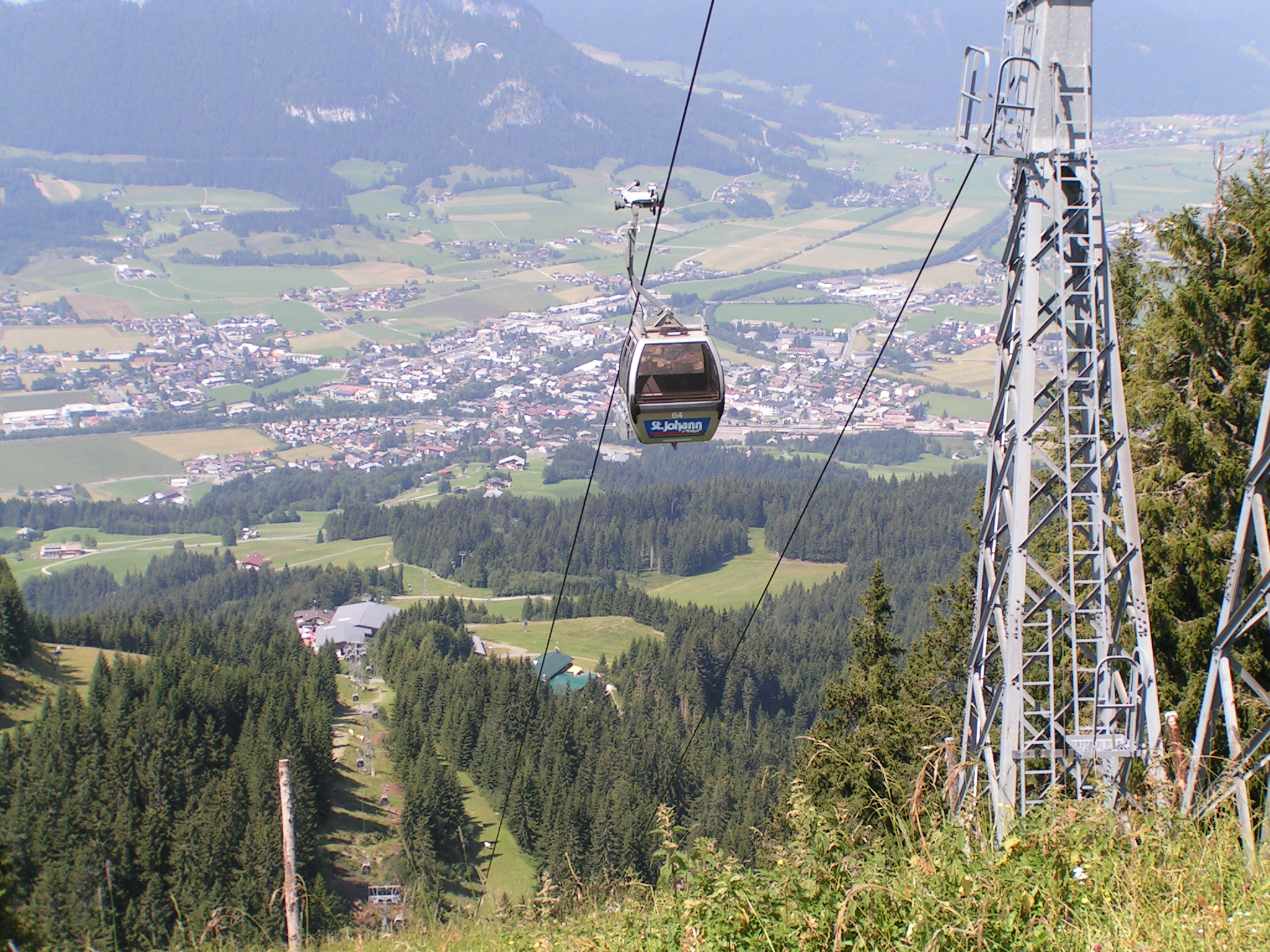
Harschbichlbahn

Die Bergbahnen St. Johann in Tirol sind ein Familien-Ski- und Wandergebiet in den Kitzbüheler Alpen, das sich über die Nord- und Osthänge des Kitzbüheler Horns erstreckt.

## Winter
Derzeit gibt es in St. Johann in Tirol 16 Liftanlagen, davon 4 Gondelbahnen, 5 Sessellifte und 7 Schlepp- beziehungsweise Übungslifte. Die Förderleistung der Anlagen beträgt im Winter circa 21.000 Personen pro Stunde. Das Skigebiet umfasst 43 Pistenkilometer, davon sind 88 % beschneit. Die Pisten teilen sich hauptsächlich in rote und blaue Pisten auf.
Eine 2,5 km lange Rodelbahn führt vom Gasthof Hirschberg bis hinunter ins Tal, diese ist am Abend täglich bis 23:00 Uhr beleuchtet.

## Sommer
Im Sommer wird unter anderem folgendes angeboten:
- Den Kletterwald "Hornpark" an der Harschbichl-Mittelstation mit 8 Parcours in verschiedenen Schwierigkeitsgraden
- Eine 3,8 km lange Mountaincart-Strecke, die von der Harschbichl-Mittelstation bis ins Tal führt[1]
- Einen Mountainbike-Singletrail von der Harschbichl-Mittelstation bis ins Tal
- Einen Klettersteig von der Harschbichl-Bergstation aufs Kitzbüheler Horn (Schwierigkeit meist B/C, einige Stellen D)
- Zahlreiche Panorama-Wanderwege und Mountainbike-Routen

## Geschichte
Anfang der 1950er Jahre begann die Erschließung des weitläufigen Ski- und Wandergebiets an den Nord- und Osthängen des Kitzbüheler Horns mit einer privaten Standseilbahn zur Angerer Alm. Die 570 m lange erste Sektion wurde 1952 von der von Franz Schneider, August Golser und Georg Mitterer gegründeten „Schneider und Golser Bergbahn KG“ anstelle eines schon um 1950 improvisierten „Schlittenliftes“ bis Windegg errichtet. Die 1950 m lange zweite Sektion zur Angereralm wurde 1955 eröffnet.
Hinzu kamen nahezu jährlich neue Schlepplifte und Einsesselbahnen, sodass bis 1970/71 mit dem Bau der Seilschwebebahn Angerer Alm-Harschbichl und der Eröffnung des Eichenhof-Schleppliftes bereits die Gebiete Schneiderberg, Baumoos, Hirschberg, Penzing und Harschbichl mit Liften zu erreichen waren.
1975 wurde die „Schneider und Golser KG“ in die „St. Johanner Bergbahnen GmbH“ umbenannt. Es folgten bis zur Errichtung der Einseilumlaufbahn Harschbichl, der Vierersesselbahn Penzing und der Dreiersesselbahn Hochfeld im Jahre 1987 einige Innovationen und Neubauten wie die Errichtung der Sommerrodelbahn am Rueppenhang und der Bau der Doppelsesselbahn Jodlalm.
1989 wurde die Kunstschneeanlage auf der „Angerer-Almabfahrt“ samt Wasserreservoir in Form eines ca. 1 ha großen Bergsees auf der Angerer Alm installiert und 2007 mit dem Schlosserbergsee ausgebaut.
Im Dezember 2012 wurden die Eichenhoflifte von der St. Johanner Bergbahnen GmbH übernommen. Im Jahr 2015 wurde eine Beschneiung für die Eichenhof-Abfahrten 4a und 4c errichtet.
2016 beteiligte sich der schwedische Konzern SkiStar mit einer Kapitalerhöhung von 10 Millionen Euro an den St. Johanner Bergbahnen und hielt 68 % des Stammkapitals. Bis 2021 trat der Betrieb unter dem Namen „SkiStar St. Johann in Tirol“ auf, seit der Übernahme durch private Investoren 2022 wieder als St. Johanner Bergbahnen GmbH.

## Investitionen
Im Jahr 2017 investierte Skistar 17 Mio. Euro in die Entwicklung des Skigebiets. Mit einer Investition von 7,4 Mio. Euro wurden am Eichenhof eine 10er Einseilumlaufbahn bis zur Grander Schupf und eine 6er Sesselbahn bis zur Bergstation Eichenhof errichtet, die die Schlepplifte Eichenhof 1 und Eichenhof 2 ersetzen. Auch der Parkplatz wurde vergrößert.
Im Jahr 2017 folgte ein neuer Speicherteich mit einem Volumen von ca. 50.000 m³ sowie die Beschneiung der Sportiv-Abfahrt 4b.
| Skigebiet St. Johann in Tirol-Oberndorf (Stand: November 2017) |                               |
| Anzahl der Pisten                                              | 22                            |
| Gesamtlänge                                                    | 60 km                         |
| leicht                                                         | 23,20 km (14,20 km beschneit) |
| mittel                                                         | 30,20 km (28,70 km beschneit) |
| schwer                                                         | 06,60 km (05,10 km beschneit) |
| Funparks                                                       | 1                             |
| Schneekanonen                                                  | 260 (davon 200 Schneelanzen)  |
| Beschneite Abfahrten                                           | 38 km                         |
| Liftanlagen                                                    | 17                            |
| Seilbahnen                                                     | 4                             |
| Sessellifte                                                    | 4                             |
| Schlepplifte                                                   | 6                             |
| Übungslifte/Stricklifte                                        | 4                             |
| Saison (Winter)                                                | Dezember–April                |
| Saison (Sommer)                                                | Mai–November                  |

## Tirol Snow Card
Mit der Tirol SnowCard, eine tirolweite Saisonkarte, können 82 Skigebiete, 1.050 Liftanlagen und 3.596 Pistenkilometer (Stand: 3. Februar 2012) genutzt werden.

## 3-Länder Freizeit-Arena
Die 3-Länder Freizeit-Arena(ehemals Schneewinkel) ist eine Saisonkarte, welche 8 Skigebiete in Tirol, Salzburg und Bayern umfasst. Mit 61 Liftanlagen umfasst sie 171 Pistenkilometer, davon sind 95 km beschneit. (Stand: November 2017)